# Perth Darts Masters 2015
De Perth Darts Masters 2015 was de tweede editie van de Perth Darts Masters. Het toernooi was onderdeel van de World Series of Darts. Het toernooi werd gehouden van 14 tot 16 augustus 2015 in het HBF Stadium, Perth. Phil Taylor was de titelverdediger, en wist zijn titel succesvol te verdedigen door in de finale met 11-7 James Wade te verslaan.

## Deelnemers
Net als in elk World Series toernooi speelden ook hier 8 PDC Spelers tegen 8 darters uit het land/gebied waar het toernooi ook gehouden wordt. De deelnemers waren:
- Phil Taylor
- Michael van Gerwen
- Peter Wright
- Gary Anderson
- Adrian Lewis
- James Wade
- Raymond van Barneveld
- Stephen Bunting
- Simon Whitlock
- Paul Nicholson
- Kyle Anderson
- Laurence Ryder
- Craig Caldwell
- David Platt
- Adam Rowe
- Kim Lewis